# Kaaitheater 1977
Kaaitheater was een Brussels theaterfestival dat in september 1977 voor de eerste maal plaatsvond, naar aanleiding van de 100ste verjaardag van de Koninklijke Vlaamse Schouwburg (KVS). Daarna werd het een tweejaarlijks theaterfestival met een merkelijk avant-gardistische en internationale programmering. In 1987 veranderde het festival in het kunstencentrum Kaaitheater.

## Aanleiding
Van 1 tot 15 september 1977 vond de eerste editie van het Kaaitheaterfestival plaats. De Koninklijke Vlaamse Schouwburg (KVS) werd honderd jaar en om dat te vieren werd in Brussel een festival georganiseerd. Kaaitheater speelde zich af in een tent op het plein achter de KVS. Dat was een gedempt dok tussen de Arduinkaai en de Hooikaai, vandaar de naam Kaaitheater. Ook de Beursschouwburg, het Kunst- en Cultuurverbond en de Workshop werkten mee aan het festival. 
De organisatoren waren het erover eens dat het een experimenteel festival moest worden. Er moest ruimte zijn voor ‘ander’ theater. De programmering was voornamelijk het werk van Hugo De Greef. Hij verzamelde zowel talent van Belgische bodem als vernieuwend toneel uit de internationale scène. 

## Programmatie
Op Kaaitheater stonden twee Belgische en vijf internationale theatercollectieven op de planken: Panem et Circenses (Brussel), Teatr Stu (Krakau), Kollektiv Rote Rübe (München), Les Baladins du Rhin (Straatsburg), The Artaud Company (Londen), Kollektief Internationale Nieuwe Scène (Antwerpen) en La Cuadra de Sevilla. De Greef had enkele van die gezelschappen aan het werk gezien in het Mickery Theater (Amsterdam) en op het Festival Mondial du Théâtre Universitaire, een vooraanstaand theaterfestival in Nancy.
Opvallend was het politieke karakter van de meeste stukken. Van alle edities van het Kaaitheaterfestival die zouden volgen, was de eerste editie bij uitstek de meest politiek georiënteerde. 

### Panem et Circenses
Het Brusselse collectief Panem et Circenses, bestaande uit acteurs Luc De Smet en Jay Geary, bracht de voorstelling Panem et Circenses I. In de voorstelling werd nauwelijks gesproken. Aan de hand van pantomine, tragikomische effecten, grappen en gags werd een absurd verhaal verteld van twee mannen die speels twisten over hetzelfde lapje grond. In Vlaanderen stond Panem et Circenses bekend om haar fris en jong theater: “Verrukkelijk in zijn eenvoud, ontzettend professioneel in de uitwerking, oerkomisch in de ideeën en interpretatie.” (Gazet van Antwerpen, 28/1/1977).

### Teatr Stu
Het Poolse Teatr Stu, onder leiding van Krzysztof Jasinski, was een reizend theatergezelschap dat op het Kaaitheater de populaire voorstelling De Patiënten bracht. Teatr Stu werkte in de romantische traditie en maakte geëngageerde melodrama’s met passionele onderwerpen. De Patiënten werd door toeschouwers als een totaalervaring omschreven: het was een voorstelling als een sneltrein waarbij het scheppen van een gemeenschap met de kijkers beoogd werd. Filosofische vragen werden afgewisseld met clowneske gekheden. De acteurs speelden op alle mogelijke plaatsen binnen de circusarena (waar de voorstelling plaatsvond) en projecteerden hun innerlijke gemoed op hun uiterlijke verschijning. De Patiënten behoorde volgens de recensenten tot de hoogtepunten van het festival.

### Kollektiv Rote Rübe
Kollektiv Rote Rübe was een links theatercollectief uit München. Het bracht subversief, antifascistisch theater waarmee de groepsleden in de eerste plaats de bestaande orde in de Bondsrepubliek Duitsland wilden aanklagen. Zij waren op het festival te zien met de voorstelling Paranoia - Eine Revue gegen die Furcht und das Elend in Deutschland. Met Paranoia werd het naoorlogs onrecht aangeklaagd, zoals inbreuken op de democratie en op de persoonlijke levenssfeer. De titel verwijst naar het stuk Furcht und Elend des Dritten Reiches van Bertold Brecht. Paranoia hekelt de nazistische en neo-nazistische bewegingen die doorheen de jaren in Duitsland wisten stand te houden. Kollektiv Rote Rübe was een straatgezelschap dat doorgaans in de publieke ruimte opereerde. Dat het enthousiasme rond de Belgische première groot was, bewijst het lange wachten van het publiek op de acteurs, die aan de Duits-Belgische grens tegengehouden waren. De voorstelling kon onder groot enthousiasme pas om middernacht, met drie uur vertraging, van start gaan.

### Les Baladins du Rhin
Het gezelschap Les Baladins du Rhin uit Straatsburg bracht de voorstelling La Bambola. Les Baladins du Rhin maakte toegankelijk theater dat expliciet inging tegen intellectueel en hermetisch theater. Met La Bambola vertellen zij het verhaal van een Italiaanse boer Ruzzante uit de 16de eeuw. Hij probeert te overleven in een politiek bewogen tijd. Noodgedwongen moet hij kiezen tussen vechten in een oorlog of vluchten naar een van de krottenwijken in de grote stad. Om aan de gruwelijke buitenwereld van oorlog en hongersnood te onstnappen vlucht hij in een droomwereld van woorden. Ook in deze voorstelling op het Kaaitheater schemert het politieke engagement sterk door.

### The Artaud Company
The Artaud Company was een Brits avant-gardegezelschap uit Londen dat in de jaren 1970 heel West-Europa doorkruiste. Het gezelschap legde de nadruk op innovatie en collaboratie van het publiek en wou taboedoorbrekend theater maken. In 1977 was het gezelschap op het Kaaitheater met The Friend, een voorstelling over theater, revolutie en liefde. The Friend is gebaseerd op de levens van de Franse schrijfster, feministe en filosofe George Sand en van Marie Dorval, een Franse actrice die bekendstond om haar frisse, progressieve speelstijl. The Artaud Company noemde zichzelf naar de invloedrijke Franse avant-gardistische acteur, dichter en theatermaker Antonin Artaud. In 1991 verandert het gezelschap zijn naam in Café Theatre.

### Kollektief Internationale Nieuwe Scène
Kollektief Internationale Nieuwe Scène (INS) was in de jaren 70 ongetwijfeld dé vertegenwoordiger van het politiek toneel in Vlaanderen. Het collectief wou theater maken dat de toeschouwer de middelen geeft om zijn of haar eigen sociale positie te onderzoeken en te bekritiseren. Dat zij in 1977 op het sterk politiek gekleurde festival verschijnen is geen toeval. INS bracht er de voorstelling Jongleurs vroeger en nu. De titel verwijst naar de middeleeuwse jongleurs, die veel meer waren dan grappenmakers of hofnarren, maar een spreekbuis voor sociaal onrecht en een satirische stem naar de machthebbers toe. Vandaag is het aan het theater om die rol te vervullen. Jongleurs vroeger en nu was gebaseerd op een tekst van Dario Fo. De teksten van de Italiaanse theatermaker en acteur Dario Fo waren wel vaker een vertrekpunt van INS. Leden van INS waren onder andere Jan Decleir, Reinhilde Decleir, Paul Wuyts en Flor Hermans.

### La Cuadra de Sevilla
Herramientas van La Cuadra de Sevilla was voor het eerst te zien in België op het Kaaitheater. Onder leiding van Salvador Tavora maakte het gezelschap naar verluidt “a-literair volkstheater”. Men koos de naam “a-literair” omdat de producties enkel tot stand kwamen vanuit beweging, materialen en zelfgemaakte muziek, en “volks” omdat het de dagelijkse realiteit van de arbeider trachtte weer te geven. Herramientas was sterk politiek theater en was ingebed in de Spaanse volkscultuur. De toeschouwer werd op de ritmische tonen van flamenco muziek beelden voorgeschoteld, die alledaagse associaties opriepen van binnen het milieu van de arbeider. La Cuadra de Sevilla maakte sensitief theater, dat de toeschouwer in de eerste plaats wilde beroeren. Dat zij wel degelijk enkele gevoelige snaren raakten bij het publiek bewijzen de lovende reacties op hun passage op het Kaaitheater.

### Poëzie Hardop
Het Nederlandse gezelschap Poëzie Hardop organiseerde literaire lunchen, tussen de voorstellingen door. Zij lazen teksten van onder andere Herman Gorter, Martinus Nijhoff, Leo Vroman, Lucebert en Paul van Ostaijen.

## Kaaitheater na 1977
De eerste editie van het festival in 1977 was nog vrij kleinschalig in vergelijking met de organisatie van de tweede editie in 1979. Na 1979 volgden nog 3 edities. Kaaitheater groeit uit tot een belangrijk Europees festival dat jaar na jaar de top van het internationale avant-garde theater uitnodigde en zodoende uitzicht bood op theatrale veranderbaarheid. In 1987 werd het Kaaitheater een kunstencentrum en vanaf 1993 kreeg het een vast onderkomen in het Lunatheater aan het Brusselse Sainctelettesquare, waar het zich tot vandaag bevindt.